# Niels Viggo Bentzon
Niels Viggo Bentzon (24. august 1919 i København – 25. april 2000 smst) var en dansk komponist, pianist og organist.
Bentzons forældre var professor, dr. jur. Viggo Bentzon (1861-1937) og pianist Karen Emma Bentzon født Hartmann (1882-1977). Han var således J.P.E. Hartmanns oldebarn og fætter til komponisten Jørgen Bentzon, forfatteren Inger Bentzon og fløjtenisten Johan Bentzon. Han blev uddannet på Det Kgl. Danske Musikkonservatorium i 1941 som elev af bl.a. Knud Jeppesen og Leo Mathisen og tog organisteksamen i 1942. Modtog Det anckerske Legat i 1947. Og har tre sønner: Karl-Henrik Bentzon (f. 14.september 1942 d. 24.09.1992), Anders Bentzon (f 24.01.57), Nikolaj Bentzon f.1964 samt datteren Maria Bentzon (f 1962 d 2011).
Niels Viggo Bentzon var uddannet pianist, men som komponist var han selvlært, og hans musik grundede sig ofte i hans fremragende improvisationstalent i sådan en grad, at mange af kompositionerne, i hvert fald klaverværkerne, kan karakteriseres som nedskrevne improvisationer. Stilgrundlaget er neoklassikken, med inspiration fra Paul Hindemith, Johannes Brahms, Bartók, Carl Nielsen og lidt ældre samtidige danske komponister som Franz Syberg og fætteren Jørgen Bentzon. Senere kom også indtryk fra Britten, Schönberg, Alban Berg og Igor Stravinskij til. I tiden omkring 1950 brugte han nogen grad den såkaldte metamorfoseteknik.
Fra ca. 1960 foretog han et skift i kompositionsstilen hen mod tolvtonemusik. Men sideløbende udfoldede han sig i de næste 20 år hyppigt inden for fluxus- og happeninglignende udtryksformer. Det var med til at gøre ham til den mest kendte komponist inden for den danske samtidsmusik. I sine seneste år vendte han dog tilbage til mere enkle og tonale udtryksformer.
Ud over sin rolle som pianist og komponist har han været aktiv som underviser både i Århus og i København. I sine unge dag var han en flittig musikanmelder og debattør. Desuden har han skrevet musikfaglige bøger og artikler samt digte, noveller og anden fiktion. Endvidere har han udstillet som tegner og maler. I 1940'erne og 1950'erne varetog han flere musikkulturelle tillidshverv og var bl.a. medlem af den internationale jury i forbindelse med Verdensmusikdagene (ISCM) i Baden-Baden i 1955.
Bentzon komponerede omkring 620 værker, heraf 60 orkesterværker, 120 kammermusikværker, 30 orgel- og vokalværker, balletter, solokoncerter, underlægningsmusik til radio, film og tv samt operaerne Faust III (1964) og Automaten (1973). Et af hans kendteste værker er Det tempererede Klaver, inspireret af Bach, der består af 12 samlinger på hver 24 præludier og 24 fugaer, i alt 576 klaverstykker.
I 1984 lavede Niels Viggo Bentzon treklangen D/Eb/Bb (udtales D-S-B) til DSB, der stadig bruges som udkaldslyd i DSB’s tog, blandt andet IC3 og IR4.
Jinglen blev også brugt på Banedanmarks stationer indtil 2012, da stationerne fik deres egen.
Han er begravet på Frederiksberg Ældre Kirkegård.

## Hæder
- 1954: Henri Nathansens Mindelegat[4]
- 1961: Carl Nielsens Mindelegat og Svend Wilhelm Hansens Æreslegat
- 1961: Professor Ove Christensens Ærespris
- 1965: Carl Nielsen-prisen
- 1965: Ridder af Dannebrog
- 1966: Ærespris fra Statens Kunstfond
- 1970: Produktionspræmie fra Statens Kunstfond
- 1971: Stipendium fra Statens Humanistiske Forskningsråd
- 1977: Ludvig Schytte og Hustrus Mindelegat
- 1977: Ridder af 1. grad af Dannebrog